# Toyota TF106
El Toyota TF106 es un monoplaza de Fórmula 1 diseñado por Mike Gascoyne de Toyota Racing para la temporada 2006. El equipo comenzó a probar el coche en noviembre de 2005, meses antes que cualquier otro equipo. Sus pilotos fueron Ralf Schumacher y Jarno Trulli. El monoplaza sumó un total de 35 puntos para que Toyota terminara sexto en el Campeonato de Constructores. En el GP de Mónaco se estrenó la versión TF106B.

## Resultados

### Fórmula 1
(Clave) (negrita indica pole position) (cursiva indica vuelta rápida)

| Año         | Chasis       | Motor         | Neu. | N.º | Pilotos         | 1   | 2   | 3   | 4   | 5   | 6   | 7   | 8   | 9   | 10  | 11  | 12  | 13  | 14  | 15  | 16  | 17  | 18  | Puntos | Pos. |
| ----------- | ------------ | ------------- | ---- | --- | --------------- | --- | --- | --- | --- | --- | --- | --- | --- | --- | --- | --- | --- | --- | --- | --- | --- | --- | --- | ------ | ---- |
| 2006        | TF106 TF106B | RVX-06 2.4 V8 | B    |     |                 | BHR | MYS | AUS | SMR | EUR | ESP | MON | GBR | CAN | USA | FRA | GER | HUN | TUR | ITA | CHN | JPN | BRA | 35     | 6°   |
| 2006        | TF106 TF106B | RVX-06 2.4 V8 | B    | 7   | Ralf Schumacher | 14  | 8   | 3   | 9   | Ret | Ret | 8   | Ret | Ret | Ret | 4   | 9   | 6   | 7   | 15  | Ret | 7   | Ret | 35     | 6°   |
| 2006        | TF106 TF106B | RVX-06 2.4 V8 | B    | 8   | Jarno Trulli    | 16  | 9   | Ret | Ret | 9   | 10  | 17  | 11  | 6   | 4   | Ret | 7   | 12  | 9   | 7   | Ret | 6   | Ret | 35     | 6°   |
| Referencia: |              |               |      |     |                 |     |     |     |     |     |     |     |     |     |     |     |     |     |     |     |     |     |     |        |      |